# اتحادیه فوتبال کره جنوبی
فدراسیون فوتبال کره جنوبی (به کره‌ای: 대한 축구 협회) (به هانجا:大韓蹴球協會) سازمان حاکم بر فوتبال در کره جنوبی است.

## مسابقات داخلی
- جام کره جنوبی
- جام اتحادیه
- جام ریاست کره جنوبی

## تیم‌های ملی
- تیم ملی فوتبال کره جنوبی
- تیم ملی فوتبال زیر ۲۰ سال کره جنوبی
- تیم ملی فوتبال زیر ۱۷ سال کره جنوبی

## اسپانسر ها
| - نایک - کره تلکام - کوکاکولا - کی تی&جی - هیوندای موتور - هانا بانک | - زندگی کیوبو - خطوط هوائی آسیانا - سامسونگ الکترونیکس - دائوم - ای۱ (شرکت سهامی) - هیوندای کارت |